# 입헌민정당
입헌민정당(일본어: 立憲民政党 릿켄민세이토[*], 약칭: 민정당)은 일본 제국의 정당이다. 입헌정우회와 함께 쇼와 시대의 양대 정당으로 군림하며 제국의회를 양분했다.
1927년 6월 1일 헌정회와 정우본당이 합당하여 만들어졌다. 당명은 정우본당의 마쓰다 겐지가 제안하고 헌정회의 나카노 세이고가 찬성하면서 정해졌다. 하마구치 내각과 제2차 와카쓰키 내각을 조직하여 정우회와 어깨를 나란히 하는 양대 정당이 되었지만 1940년 8월 15일 신체제 운동을 추진한 대정익찬회로 합류했다.
라이벌격인 정우회가 총재를 중심으로 한 독재 체제 성격이 강했다면 민정당은 전현직 의원들의 투표를 통해 선출한 총무위원들이 간부로서 활동했다는 특징이 있다. 하지만 유력 총무위원들에게 권한이 집중되는 경향이 있어 간부 중심의 전제(専制)가 이루어졌다는 점에서 정우회와 크게 차이가 없었다.
정책적으로 황실 중심주의를 주창한 정우회에 대해 의회 중심주의 이념을 표방했다. 정책 입안 및 홍보 책임자였던 나카노는 "입헌민정당은 (중략) 강력한 의회 중심 정치를 시행해야 한다"고 선언했으며 강령에도 "(전략) 의회 중심 정치를 철저히 추진해야 한다"라는 문구가 포함되어 있었다. 거기에 더해 '자본과 노동의 평등', '국제적 원칙에 근거한 세계 평화', '교육의 기회 균등', '행정 개혁' 등도 포함됐다. 1928년 발표한 7대 정책에서는 노동자나 농민을 의식한 사회 정책의 실시나 전력의 국가 통제, 긴축 재정, 행정 개조 등을 주장했으며 자유와 진보를 당의 기본이념으로 삼은 리버럴한 정당이었다.
일본 제국 헌법은 천황의 대명강하로서 내각총리대신을 결정하도록 규정했다. 천황은 원로의 조언을 구해 총리를 지명하고 조각을 명했는데 가토 다카아키 내각부터 이누카이 내각까지 정우회와 민정당의 총재가 총리직에 올랐다. 따라서 1925년부터 1932년까지 민정당은 정우회와 함께 양당제를 구성했다.
민정당의 지지 기반은 지주 등이 지지 기반이던 정우회와 달리 도시 중산층 등이 지지 기반이었다. 한편 미쓰비시 그룹과 밀접한 관계를 맺고 있어 정치 자금의 주요 스폰서이기도 했다.

## 정강
1. 국민의 총의를 제국의회에 반영하여 천황 통치하에서 의회 중심 정치를 철저히 시행해야 한다.
2. 국가의 조정에 따라 생산을 왕성히 하고 분배를 공정히 하여 사회 불안의 화근을 삼제(芟除)해야 한다.
3. 국제 정의를 국교로 관철하고 인종 평등과 자원 공개의 원칙을 확충해야 한다.
4. 품성을 도야(陶冶)하고 창생 자발의 개성을 닦아 학습의 기회를 균등히 해서 나아가 교육의 실제화를 기해야 한다.
5. 입법, 행정 및 지방 자치에 침투한 시대 착오적 누습을 타파하여 신흥 기운에 순응하는 개조의 현실을 기해야 한다.

## 역사

### 결성
1927년 정우회의 다나카 기이치 내각에 대항하기 위해 제1차 와카쓰키 내각을 구성했던 헌정회와 내부 대립으로 정우회를 이탈했던 도코나미 다케지로 등이 창당한 정우본당이 합당해서 만들어졌다.
도쿄부 우에노세이요켄에서 창당식을 열어 하마구치 오사치를 총재로 추대하고 와카쓰키 레이지로, 도코나미, 야마모토 다쓰오, 다케토미 도키토시를 간사장으로, 아다치 겐조, 마치다 추지, 고이즈미 마타지로, 사이토 다카오 등을 총무위원으로 선임했다.

### 정당 정치와 민정당 내각
1928년 2월 20일 제16회 일본 중의원 의원 총선거 때 민정당은 다나카 내각의 스즈키 기사부로 내무대신이 "민정당이 내세우는 의회 중심주의는 헌법 위반이다"라며 민정당을 비방하는 등 선거에 간섭했지만 정우회보다 1석 모자란 216석을 획득하는데 성공하여 정부를 압박했다. 이후 정우회는 도코나미 등 정우회 출신 정치인들을 상대로 복당 공작을 벌여 도코나미 등 30여 명이 실제로 민정당을 이탈했다. 한편 고데라 겐키치가 하마구치를 밀어내고 오쿠마 노부쓰네를 새 총재로 옹립하려다가 실패하고 결국 제명당하는 소동도 일어났다.
하지만 6월 4일 중화민국에서 황고둔 사건이 발생하여 다나카 내각이 총사직하자 원로 사이온지 긴모치는 자신이 정우회 출신임에도 불구하고 정우회의 정책의 시비를 제대로 가리지 못한 것이 정권 붕괴의 원인이 되었다고 판단, 제1야당인 민정당으로 정권을 바꾼 뒤 선거를 실시해 국민들에게 신임을 묻고자 했고 쇼와 천황에게 하마구치를 차기 총리로 추천했다.
이에 따라 1929년 7월 2일 다나카 내각이 총사직하고 하마구치 내각이 수립됐다. 하마구치는 금 해금을 단행하고 기강 숙정과 군축 실현의 기치를 내걸고 1930년 제17회 일본 중의원 의원 총선거를 실시했다. 그 결과로 민정당은 절대 다수인 273석을 획득했다.
하지만 런던 해군 군축 회담에서 이른바 통수권 간범 문제가 발생했고 하마구치는 우익 인사에 의해 11월 14일 도쿄역에서 저격당하고 말았다. 목숨은 건졌지만 회복하기에는 어렵다고 판단, 하마구치가 총리직에서 물러나고 와카쓰키가 총재직에 올라 1931년 4월 4일 두 번째 내각을 꾸렸다. 하마구치는 결국 8월 26일에 사망했다. 이후 9월 18일 중국에서 만주사변이 일어나고 미국에서 시작한 대공황이 일본 경제에도 심각한 영향을 미치기 시작했다.
결국 내무대신이던 아다치가 정우회에 복당한 도코나미 등과 손잡고 거국일치 내각을 구성할 것을 주장했다. 이는 민정당 내에서 찬반 논쟁을 불러일으켰고 각내 분열까지 야기하여 12월 13일 와카쓰키 내각은 쓰러지고 정우회의 이누카이 내각이 성립되었다. 민정당의 혼란한 상황이 이어지자 1932년 12월 22일 아다치와 지지자들은 민정당을 탈당해 국민동맹을 결성했고 그 여파로 제18회 일본 중의원 의원 총선거에서 민정당은 최악의 참패를 경험했다. 특히 선거가 시행되던 중에 혈맹단 사건이 발생하여 차기 총재 1순위 후보로 꼽히던 이노우에 준노스케 전 대장대신이 암살당했다.

### 중간 내각과 군부의 대두
이누카이 쓰요시 총리를 암살한 1932년의 5·15 사건은 일본에서 정당 정치를 사실상 끝내버렸다. 이누카이의 후임으로 해군 대장 출신인 사이토 마코토가 신임 총리가 되었다. 사이토 내각와 오카다 내각 등 중간 내각에서 정우회와 민정당이 입각하는 등 여전히 여당의 지위를 누렸지만 군부의 발언권이 증대하고 정당의 위상은 떨어지기만 했다.
1933년 마치다가 주재하여 싱크탱크 '정무조사관'을 발족시켰으며 우가키 가즈시게 전 육군대신이 이끌던 정우회와의 제휴를 도모했다. 하지만 이누카이 사후 정우회 총재가 된 인물이 과거 민정당을 비난했던 스즈키라는 점이 민정당 내부의 반발을 불렀고 스즈키도 중간 내각 자체를 부정하며 야당 노선을 선택하여 결국 두 정당의 제휴는 실패로 끝났다.
또한 와카쓰키가 제국의회에서 군비 확장을 비판하자 군부와 우익이 반발하여 1934년 7월 총재직을 사임했다. 갑작스러운 사임 이후 마치다가 총무회장이 되어 잠정적으로 당무를 맡았으며 이후 총재 선출을 하고자 했지만 합의 도달에 실패하여 마치다가 그대로 총재가 되었다.
1936년 2·26 사건이 일어난 뒤 히로타 내각과 그 이후의 내각에서도 꾸준히 각료를 입각시켰고 정우회가 분열되어 원내 제1당이 되기도 했지만 군부의 영향력은 갈수록 강해졌고 민정당의 발언권도 계속 낮아지기만 했다.

### 해당 이후 대정익찬회로 합류
이런 상황에서 민정당 내부에선 크게 두 부류의 흐름이 존재했다. 하나는 이른바 숙군 연설을 했던 사이토처럼 군부와 대결해서라도 당시(党是)인 의회 정치를 옹호해야 한다는 흐름과 또 하나는 나가이처럼 군부 및 혁신 관료와 연합하여 정치 주도권을 확보하는 것을 우선시해야 한다는 흐름이 그것이다.
나가이는 정당을 반대하는 입장이었던 하야시 내각을 지지한다고 일방적으로 결정했다. 이는 민정당은 물론 정우회의 비난을 샀다. 하지만 중일 전쟁 직후 입각한 나가이와 그를 지지하는 정부·군부의 움직임이 활발해져 민정당은 당초 반대하던 「국가총동원법」에도 찬성하는 등 친군부적 색채가 강해져갔다.
1940년 2월 사이토는 중의원 본회의에서 이른바 반군 연설을 했고 이에 분노한 군부는 사이토의 제명을 주장했다. 민정당은 이 요구에 굴복해 사이토의 중의원 제명에 찬성했고 이는 민정당이 국민의 신임을 잃는 결정적인 계기가 되었다. 민정당은 내부에서부터 붕괴하기 시작했고 제2차 고노에 내각이 수립된 뒤 고노에 후미마로가 고노에 신체제를 표방하며 대정익찬회 창당을 추진하자 나가이 그룹 35명이 7월 25일 민정당을 이탈했다. 마치다를 비롯한 주류파가 하토야마 이치로 등 정우회 정통파와 합당을 추진하다가 실패하자 고노에 내각과 군부의 정책을 모두 추인하는 강령을 내놓는 것으로 해당만큼은 막고자 했으나 이것도 실패로 돌아갔다. 결국 8월 15일 민정당은 해체되고 대정익찬회로 흡수됐다.
민정당 소속 의원들 대부분은 대정익찬회에 합류해 익찬의회의 주류를 점했으며 제2차 세계 대전이 끝난 후 대정익찬회가 해산되자 마치다를 총재로 옹립하여 일본진보당을 결성했다. 전후 일본의 정당 중 가장 큰 세를 과시했지만 GHQ가 단행한 공직 추방 때 소속 의원 274명 중 마치다를 비롯해 260명이 추방당해 가장 큰 피해를 입었다. 사이토 등 극소수의 의원이 추방령을 면했지만 대부분의 의원들은 정치 생명이 끝났다.

## 지도부

### 역대 총재
| 대수 | 총재                              | 총재              | 재임 기간                         |
| ---- | --------------------------------- | ----------------- | --------------------------------- |
| 초대 |                                   | 하마구치 오사치   | 1927년 6월 1일 ~ 1931년 4월 13일  |
| 2대  |                                   | 와카쓰키 레이지로 | 1931년 4월 13일 ~ 1934년 11월 1일 |
| 대행 |                                   | 마치다 추지       | 1934년 11월 9일 ~ 1935년 1월 20일 |
| 3대  | 1935년 1월 20일 ~ 1940년 8월 15일 | 마치다 추지       |                                   |

### 간사장
| 간사장                | 재임 기간                          |
| --------------------- | ---------------------------------- |
| 사쿠라우치 유키오     | 1927년 6월 1일 ~ 1928년 1월 20일   |
| 고이즈미 마타지로     | 1928년 1월 20일 ~ 1929년 1월 20일  |
| 다와라 마고이치       | 1929년 1월 20일 ~ 1929년 7월 2일   |
| 도미타 고지로         | 1929년 7월 9일 ~ 1931년 1월 20일   |
| 사쿠라우치 유키오     | 1931년 1월 20일 ~ 1931년 4월 14일  |
| 야마지 조이치         | 1931년 4월 15일 ~ 1931년 12월 14일 |
| 나가이 류타로         | 1931년 12월 14일 ~ 1932년 5월 26일 |
| 고야마 쇼쥬           | 1932년 5월 26일 ~ 1933년 1월 20일  |
| 마쓰다 겐지           | 1933년 1월 20일 ~ 1934년 1월 21일  |
| 오아사 다다오         | 1934년 1월 21일 ~ 1935년 1월 20일  |
| 가와사키 다쿠키치     | 1935년 1월 20일 ~ 1936년 3월 27일  |
| 나가이 류타로         | 1936년 4월 28일 ~ 1937년 5월 7일   |
| 고이즈미 마타지로     | 1937년 5월 7일~ 1938년 4월 18일    |
| 가쓰 마사노리         | 1938년 4월 18일 ~ 1939년 4월 27일  |
| 우치가사키 사쿠사부로 | 1939년 4월 27일 ~ 1940년 4월 26일  |
| 사쿠라이 효고로       | 1940년 4월 26일 ~ 1940년 8월 15일  |

## 획득 의석
- 1928년 제16회 일본 중의원 의원 총선거: 466석 중 216석
- 1930년 제17회 일본 중의원 의원 총선거: 466석 중 273석
- 1932년 제18회 일본 중의원 의원 총선거: 466석 중 146석
- 1936년 제19회 일본 중의원 의원 총선거: 466석 중 205석
- 1937년 제20회 일본 중의원 의원 총선거: 466석 중 179석

## 같이 보기
- 입헌정우회
- 대정익찬회
- 일본진보당

## 참고 문헌
- 입헌민정당사 편집부 (1934). 《立憲民政党史》 [입헌민정당사] (일본어). 입헌민정당사 편집부.
- 입헌민정당사 편집부 (1935). 《立憲民政党史. 上巻》 [입헌민정당사 상권] (일본어). 입헌민정당사 편집부.
- 입헌민정당사 편집부 (1935). 《立憲民政党史. 下巻》 [입헌민정당사 하권] (일본어). 입헌민정당사 편집부.